# Heremigarius
Heremigarius (of Hermigarius) (400–429) was een Suevische aanvoerder die opereerde in Lusitania in de jaren 427-429. Hij was mogelijk verbonden met koning Hermerik, maar schriftelijke bronnen die dit ondersteunen ontbreken. Fredegar noemt Heremigarius in het midden van de zevende eeuw rex Suaevorum, koning van de Sueven.
Volgens Hydatius, viel hij de Vandaalse steden Sevilla en Mérida aan en viel daar in de rivier Ana "door de arm van God", waar hij verdronk. Hij werd verslagen door de Vandaalse koning Geiseric nabij Mérida en verdronk op de vlucht.